# Guttaviridae
Die Virusfamilie Guttaviridae mit ihrer ursprünglich einzigen Gattung Guttavirus wurden geschaffen, als eine neue Bakteriophagenspezies bei der Untersuchung  genetischen Materials in verschiedenen Stämmen der Archaeengattung Sulfolobus (Crenarchaeota) isoliert und charakterisiert wurde. Bei einem Stamm (Sulfolobus STH3/1, Sulfolobus neozealandicus) dieser extrem thermophilen und acidophilen Archaebakterien, der aus einem Fumarolenfeld südlich des Lake Taupō (Neuseeland) stammte, wurden Viren mit einer tropfenförmigen Gestalt (lateinisch gutta ‚Tropfen‘) beobachtet. Die neue Virusspezies wurde als Sulfolobus neozealandicus drop-shaped virus (SNDV) bezeichnet.
Inzwischen (Stand November 2018) hat das ICTV diese Gattung aufgespaltet in zwei Gattungen Alphaguttavirus (einzige Spezies: SNDV) und Betaguttavirus (einzige Spezies Aeropyrum pernix ovoid virus 1, APOV1).

## Aufbau
Die Virionen (Viruspartikel) Guttaviridae sind behüllte, unregelmäßige, überwiegend ovoid (ei- oder tropfenförmig) geformte Kapside. Diese weißen (zumindest) beim SNDV an ihrem spitzen Ende mehrere dünne Filamente auf. Die Funktion dieser Filamente ist unbekannt. Die Symmetrie des Kapsids ist ebenfalls unklar, im Elektronenmikroskop erscheinen gestapelte, helikale Strukturen. Die Virionen sind 110 bis 185 nm lang und maximal 70 bis 95 nm breit. Ein Hauptstrukturprotein (17,5 kDa) und zwei kleinere Strukturproteine (13,5 und 13 kDa) sind im Virion nachweisbar.

## Genom
Das Genom des SNDV besteht aus einer zirkulär geschlossenen, doppelsträngigen DNA (cccDNA) und ist etwa 20 kBp lang. Das Genom ist zusätzlich an sehr vielen Stellen methyliert. Aufgrund der speziellen, nicht bei dem Wirt vorkommenden N(6)-Methylierung wird angenommen, dass das SNDV über eine eigene DNA-Methyltransferase verfügt. Die virale DNA ist daher mit den meisten Restriktionsendonukleasen nicht spaltbar, lediglich das dam-Methylierung-abhängige Restriktionsenzym DpnI ist in der Lage, SNDV-DNA zu schneiden.

## Systematik
- Familie Guttaviridae

- Gattung „Alphaguttavirus“

Querschnittszeichnung eines Virions der Gattung „Alphaguttavirus“

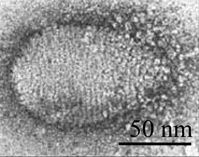
EM-Aufnahme eines SNDV-Partikels

- Spezies „Sulfolobus newzealandicus droplet-shaped virus“ (SNDV)

- Gattung Betaguttavirus

- Spezies Aeropyrum pernix ovoid virus 1 (APOV1)

Die Gattung „Alphaguttavirus“ ist mitsamt der Spezies SNDV vom ICTV mangels Genomdaten nicht mehr offiziell anerkannt (Stand Februar 2023).